# Loại bỏ phương tiện giao thông dùng nhiên liệu hóa thạch

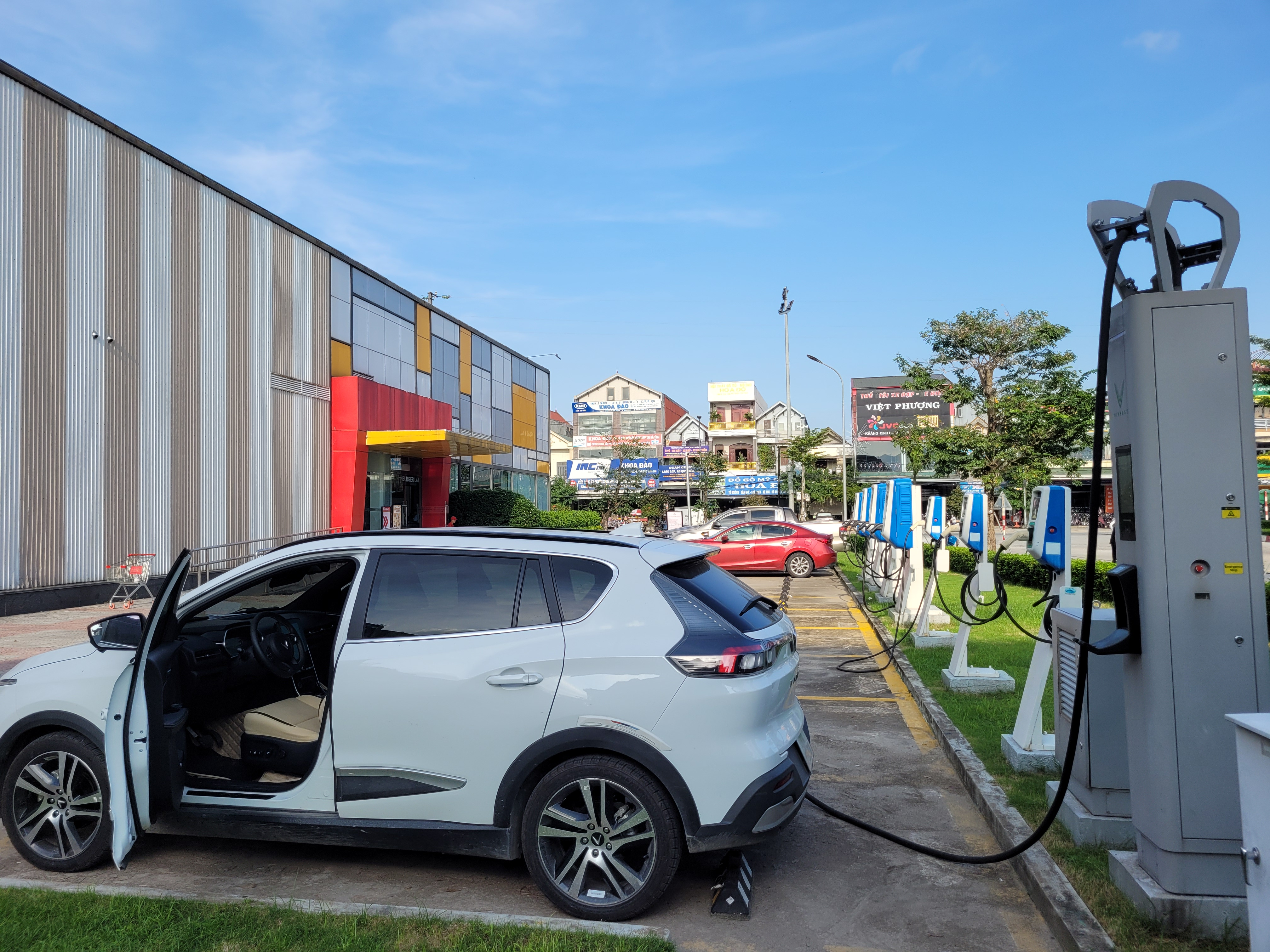
Một xe VinFast VFe34 đang được sạc ở thị xã Kỳ Anh, năm 2023. Ô tô điện có thị phần thế giới khoảng 14% vào năm 2022, 18% vào năm 2023.

Các phương tiện giao thông chạy bằng nhiên liệu hóa thạch, chẳng hạn như xăng, dầu diesel, dầu hỏa và dầu mazut, đã được nhiều quốc gia lên kế hoạch loại bỏ dần. Loại bỏ phương tiện giao thông dùng nhiên liệu hóa thạch là một trong ba chương trình quan trọng nhất của quá trình loại bỏ nhiên liệu hóa thạch nói chung, hai chương trình còn lại là loại bỏ nhà máy điện dùng nhiên liệu hóa thạch để sản xuất điện và khử cacbon trong công nghiệp.
Nhiều quốc gia và thành phố trên thế giới tuyên bố họ sẽ cấm bán các phương tiện chở khách (chủ yếu là ô tô và xe buýt) chạy bằng nhiên liệu hóa thạch theo một lộ trình đã được lập kế hoạch. Dẫn đầu là Na Uy với 82,38% xe bán mới là xe điện vào năm 2023 và trên lộ trình 100% xe bán mới không phát thải vào 2025. Các kế hoạch này còn được nhắc đến bằng các từ ngữ như "cấm xe xăng", "cấm xe xăng dầu", hoặc "cấm diesel".
Một phương pháp loại bỏ dần phương tiện gây phát thải khác là sử dụng các vùng không phát thải ở các thành phố.
Bên cạnh phương tiện chở khách, một số nơi cũng đã ấn định ngày cấm tàu biển và xe tải chạy bằng nhiên liệu hóa thạch.

## Bối cảnh

Tiêu thụ xe chạy điện (BEV) và hybrid sạc điện (PHEV) toàn cầu tăng nhanh vào khoảng những năm 2020

Có nhiều lý do để tiến đến cấm bán và lưu hành các phương tiện giao thông sử dụng nhiên liệu hóa thạch: giảm rủi ro sức khỏe từ các hạt ô nhiễm, đặc biệt là PM10 của động cơ diesel và các khí thải khác, đặc biệt là nitơ oxide; đáp ứng các mục tiêu về khí nhà kính quốc gia, chẳng hạn như CO2, theo các thỏa thuận quốc tế như Nghị định thư Kyoto và Thỏa thuận chung Paris; hoặc đảm bảo an ninh năng lượng cho quốc gia. Một nghiên cứu vào năm 2021 của Đại học Harvard ước tính khoảng 8 triệu người chết sớm mỗi năm do ô nhiễm gây ra bởi nhiên liệu hóa thạch, nhiều hơn tổng số người chết do các cuộc chiến tranh đương đại, do tội phạm có vũ trang, và do thuốc lá cộng lại. Chỉ cần 37% xe ở Trung Quốc là xe điện cũng có thể cứu được 15.000 người chết sớm vì ô nhiễm không khí mỗi năm. Thực thi việc cấm các phương tiện chạy bằng nhiên liệu hóa thạch đơn giản hơn so với thuế carbon hoặc loại bỏ nhiên liệu hóa thạch một cách tổng thể.
Ngành công nghiệp ô tô đang nỗ lực giới thiệu các loại xe điện để thích ứng với các lệnh cấm. Một nghiên cứu năm 2020 của Đại học Công nghệ Eindhoven cho thấy lượng khí thải trong quá trình sản xuất pin của ô tô điện mới nhỏ hơn nhiều so với giả định trong nghiên cứu IVL năm 2017 (khoảng 75 kg CO2/kWh) và tuổi thọ của pin li-ion cũng dài hơn nhiều so với suy nghĩ trước đây (ít nhất 12 năm với quãng đường 15.000 km hàng năm). Tính cả vòng đời sử dụng, từ khâu khai thác nguyên liệu, sản xuất, đến lúc dùng hết khấu hao, ô tô điện phát thải ít hơn ô tô chạy bằng dầu diesel hoặc xăng cùng phân khúc.
Có một số ý kiến cho rằng chỉ chuyển từ ô tô chạy bằng nhiên liệu hóa thạch sang ô tô điện vẫn đòi hỏi một tỷ lệ lớn đất đô thị dành cho ô tô. Việc sử dụng các loại phương tiện (điện) chiếm ít không gian, chẳng hạn như xe đạp, xe máy điện, hoặc thậm chí đi bộ trên những khoảng cách ngắn, đặc biệt là ở khu vực thành thị, sẽ giúp loại bỏ đường và bãi đậu xe cho ô tô, đồng thời cải thiện cơ sở hạ tầng và lối đi dành cho xe đạp (bao gồm cả vỉa hè). Mặc dù vẫn còn rất ít thành phố hoàn toàn không có ô tô (chẳng hạn như Venice), một số thành phố đang cấm tất cả ô tô ở một số khu vực.

## Kế hoạch

### Quốc tế
Tại Hội nghị thượng đỉnh về biến đổi khí hậu của Liên Hợp Quốc năm 2021 được tổ chức tại Glasgow, nhiều chính phủ và công ty đã ký một tuyên bố không ràng buộc về mặt pháp lý nhằm đẩy nhanh quá trình chuyển đổi sang ô tô và xe tải van không phát thải, gọi là Tuyên bố Glasgow. Tuyên bố này nêu lên mục tiêu tất cả ô tô và xe tải van mới không thải ra bất kỳ loại khí nhà kính nào ở ống xả vào năm 2035 tại các thị trường hàng đầu và đến năm 2040 trên toàn cầu. Mỹ và Trung Quốc (thị trường ô tô lớn nhất) và Đức (thị trường ô tô lớn nhất EU) không ký vào Tuyên bố này. Cũng vắng mặt trong danh sách ký kết còn có các nhà sản xuất ô tô lớn là Volkswagen, Toyota, Renault-Nissan và Hyundai-Kia.

### Liên minh Châu Âu
Năm 2018, Đan Mạch đề xuất lệnh cấm trên toàn EU đối với ô tô chạy xăng và dầu diesel, nhưng đề xuất này bị cho là trái với quy định của EU. Vào tháng 10 năm 2019, Đan Mạch cập nhật đề xuất, với lộ trình loại bỏ dần phương tiện sử dụng nhiên liệu hóa thạch ở các quốc gia thành viên vào năm 2030 và được 10 quốc gia thành viên EU khác ủng hộ. Vào tháng 7 năm 2021, Pháp phản đối lệnh cấm ô tô chạy bằng động cơ đốt và đặc biệt là xe hybrid. Tuy nhiên, cùng thời gian này, Ủy ban Châu Âu đã đề xuất giảm 100% lượng khí thải đối với ô tô và xe tải van bán mới kể từ năm 2035. Vào ngày 8 tháng 6 năm 2022, Nghị viện Châu Âu đã bỏ phiếu ủng hộ đề xuất của Ủy ban Châu Âu, nhưng cần phải có thỏa thuận với các quốc gia thành viên Liên minh Châu Âu trước khi luật cuối cùng có thể được thông qua. Vào ngày 22 tháng 6 năm 2022, Bộ trưởng Tài chính Đức Christian Lindner tuyên bố rằng chính phủ của ông sẽ không đồng ý với lệnh cấm. Nhưng vào ngày 29 tháng 6 năm 2022, sau 16 giờ đàm phán, tất cả các bộ trưởng khí hậu của 27 quốc gia thành viên EU đã đồng ý với đề xuất của ủy ban (một phần của gói 'Fit for 55') để cấm bán xe đốt trong mới vào năm 2035 (thông qua '[triển khai] mục tiêu giảm 100% lượng khí thải CO2 vào năm 2035 đối với ô tô và xe tải van mới'). Luật "không phát thải CO2 cho ô tô và xe tải van mới vào năm 2035" đã được Nghị viện Châu Âu thông qua vào ngày 14 tháng 2 năm 2023.

### Các quốc gia
| Quốc gia                                | Năm bắt đầu                                                                                          | Hiện trạng | Phạm vi | Chi tiết |
| --------------------------------------- | --- | --- | --- | --- |
| Armenia                                 | 2040                                                                                                 | Đã ký Tuyên bố Glasgow | Xe phát thải                                                                                               | Xe bán mới từ 2040 |
| Áo                                      | 2040                                                                                                 | Đã ký Tuyên bố Glasgow | Xe phát thải                                                                                               | Xe bán mới từ 2040 |
| Azerbaijan                              | 2040                                                                                                 | Đã ký Tuyên bố Glasgow | Xe phát thải                                                                                               | Xe bán mới từ 2040 |

Bản đồ đề xuất cấm:
từ thập niên 2020
từ thập niên 2030
từ thập niên 2040
từ thập niên 2050

| Bỉ                                      | 2026 2029                                                                                            | Kế hoạch chống biến đổi khí hậu của chính phủ | 2026: ngừng trợ thuế cho xe xăng dầu được công ty cung cấp cho nhân viên 2029: (vùng Flanders) xe xăng dầu | 2026: xe xăng dầu mới dùng để trợ cấp cho nhân viên 2029: (vùng Flanders) xe xăng dầu bán mới |
| Campuchia                               | 2040                                                                                                 | Đã ký Tuyên bố Glasgow | Xe phát thải                                                                                               | Xe bán mới từ 2040 |
| Canada                                  | 2035                                                                                                 | Kế hoạch chống biến đổi khí hậu của chính phủ | Xe xăng, dầu, không chạy điện                                                                              | Xe hạng nhẹ bán mới |
| Cabo Verde                              | 2040                                                                                                 | Đã ký Tuyên bố Glasgow | Xe phát thải                                                                                               | Xe bán mới từ 2040 |
| Chile                                   | 2035                                                                                                 | Chương trình Thỏa thuận Xanh Mới | Xe xăng, dầu                                                                                               | Xe bán mới |
| Cộng hòa Nhân dân Trung Hoa             | 2035                                                                                                 | Kế hoạch chống biến đổi khí hậu của chính phủ | Xe xăng, dầu                                                                                               | Xe bán mới, xe đăng ký mới |
| Costa Rica                              | 2050                                                                                                 | Đề xuất của Tổng thống Carlos Alvarado năm 2019 | Xe xăng, dầu                                                                                               | Xe bán mới |
| Croatia                                 | 2040                                                                                                 | Đã ký Tuyên bố Glasgow | Xe phát thải                                                                                               | Xe bán mới từ 2040 |
| Cộng hòa Síp                            | 2040                                                                                                 | Đã ký Tuyên bố Glasgow | Xe phát thải                                                                                               | Xe bán mới từ 2040 |
| Đan Mạch                                | 2030–2035                                                                                            | | Xe xăng, dầu                                                                                               | Xe bán mới (2030), xe hybrid được phép bán cho đến 2035. |
| Cộng hòa Dominica                       | 2040                                                                                                 | Đã ký Tuyên bố Glasgow | Xe phát thải                                                                                               | Xe bán mới từ 2040 |
| Ai Cập                                  | 2040                                                                                                 | Kế hoạch chính phủ | Xe xăng, dầu, không chạy điện                                                                              | Xe bán mới |
| El Salvador                             | 2040                                                                                                 | Đã ký Tuyên bố Glasgow | Xe phát thải                                                                                               | Xe bán mới từ 2040 |
| Ethiopia                                | 2024                                                                                                 | Kế hoạch của Bộ Giao thông và Hậu cần | Xe không chạy điện                                                                                         | Xe nhập khẩu mới từ 2024 |
| Phần Lan                                | 2040                                                                                                 | Đã ký Tuyên bố Glasgow | Xe phát thải                                                                                               | Xe bán mới từ 2040 |
| Đức                                     | 2030                                                                                                 | Quyết định của Hội đồng Liên bang Đức | Xe phát thải                                                                                               | Xe bán mới |
| Ghana                                   | 2040                                                                                                 | Đã ký Tuyên bố Glasgow | Xe phát thải                                                                                               | Xe bán mới từ 2040 |
| Hy Lạp                                  | 2030                                                                                                 | Kế hoạch chính phủ | Xe phát thải, không chạy điện                                                                              | Xe bán mới |
| Tòa Thánh                               | 2040                                                                                                 | Đã ký Tuyên bố Glasgow | Xe phát thải                                                                                               | Xe bán mới từ 2040 |
| Hồng Kông                               | 2035                                                                                                 | Kế hoạch của chính quyền Hồng Kông | Xe xăng, dầu                                                                                               | Xe bán & đăng ký mới cho cá nhân |
| Iceland                                 | 2030                                                                                                 | Kế hoạch chống biến đổi khí hậu | Xe chạy hoàn toàn bởi xăng, dầu                                                                            | Xe bán mới, có ngoại lệ cho nơi khó cấm |
| Ấn Độ                                   | 2040                                                                                                 | Đã ký Tuyên bố Glasgow | Xe xăng, dầu                                                                                               | Xe bán mới |
| Indonesia                               | 2050                                                                                                 | Đề xuất bởi chính phủ vào năm 2021 | Xe xăng, dầu                                                                                               | Xe máy bán mới từ 2040, ô tô bán mới từ 2050 |
| Cộng hòa Ireland                        | 2040                                                                                                 | Đã ký Tuyên bố Glasgow | Xe phát thải                                                                                               | Xe bán mới từ 2040 |
| Israel                                  | 2030                                                                                                 | Kế hoạch của Bộ Năng lượng Israel | Xe phát thải, không chạy điện                                                                              | Xe bán mới, xe nhập khẩu mới |
| Ý                                       | 2035                                                                                                 | Chỉ thị của Bộ Giao thông | Xe phát thải                                                                                               | Xe bán mới cho cá nhân từ 2035 Xe bán mới cho doanh nghiệp từ 2040 |
| Nhật Bản                                | 2035                                                                                                 | Kế hoạch của chính phủ Nhật Bản | Xe chỉ chạy bằng xăng, dầu                                                                                 | Xe hybrid xăng, dầu tiếp tục được bán |
| Kenya                                   | 2040                                                                                                 | Đã ký Tuyên bố Glasgow | Xe phát thải                                                                                               | Xe bán mới từ 2040 |
| Hàn Quốc                                | 2035                                                                                                 | Kế hoạch chống biến đổi khí hậu của chính phủ | Xe xăng, dầu                                                                                               | Xe bán mới |
| Liechtenstein                           | 2040                                                                                                 | Đã ký Tuyên bố Glasgow | Xe phát thải                                                                                               | Xe bán mới từ 2040 |
| Litva                                   | 2040                                                                                                 | Đã ký Tuyên bố Glasgow | Xe phát thải                                                                                               | Xe bán mới từ 2040 |
| Luxembourg                              | 2040                                                                                                 | Đã ký Tuyên bố Glasgow | Xe phát thải                                                                                               | Xe bán mới từ 2040 |
| Ma Cao                                  | Có thể 2035                                                                                          | Nghiên cứu đang thực hiện bởi Cục Bảo vệ Môi trường Ma Cao | Xe xăng, dầu                                                                                               | Cục Bảo vệ Môi trường Ma Cao đang xem xét chính sách của các vùng lân cận như Hồng Kông để đưa ra kế hoạch; hiện vẫn chưa có kế hoạch cụ thể. |
| Malaysia                                | 80% từ 2050                                                                                          | Lộ trình Dịch chuyển Năng lượng Quốc gia Malaysia | Xe không chạy điện                                                                                         | 80% thị phần là xe điện từ 2050; chưa có chính sách cấm xe không chạy điện |
| Malta                                   | 2040                                                                                                 | Đã ký Tuyên bố Glasgow | Xe phát thải                                                                                               | Xe bán mới từ 2040 |
| México                                  | 2040                                                                                                 | Đã ký Tuyên bố Glasgow | Xe phát thải                                                                                               | Xe bán mới từ 2040 |
| Maroc                                   | 2040                                                                                                 | Đã ký Tuyên bố Glasgow | Xe phát thải                                                                                               | Xe bán mới từ 2040 |
| Hà Lan                                  | 2030                                                                                                 | coalition agreement | Xe xăng, dầu                                                                                               | Xe bán mới cho cá nhân từ 2030, xe cho doanh nghiệp từ 2040 |
| New Zealand                             | 2040                                                                                                 | Đã ký Tuyên bố Glasgow | Xe phát thải                                                                                               | Xe bán mới từ 2040 |
| Na Uy                                   | 2025                                                                                                 | Chính sách ưu đãi thuế & sử dụng cho xe xanh | Xe xăng, dầu                                                                                               | Xe bán mới cho cá nhân từ 2025, xe cho doanh nghiệp từ 2035 |
| Paraguay                                | 2040                                                                                                 | Đã ký Tuyên bố Glasgow | Xe phát thải                                                                                               | Xe bán mới từ 2040 |
| Ba Lan                                  | 2040                                                                                                 | Đã ký Tuyên bố Glasgow | Xe phát thải                                                                                               | Xe bán mới từ 2040 |
| Bồ Đào Nha                              | 2035                                                                                                 | Kế hoạch chống biến đổi khí hậu của chính phủ, do đảng cầm quyền - Đảng Cộng sản Bồ Đào Nha - đưa ra                                                                                             | Xe xăng, dầu                                                                                               | Xe bán mới |
| Rwanda                                  | 2040                                                                                                 | Đã ký Tuyên bố Glasgow | Xe phát thải                                                                                               | Xe bán mới từ 2040 |
| Singapore                               | 2023 (xe chính phủ) 2025 (xe dầu, xe phi trường không chạy điện) 2030 (xe chạy thuần xăng, dầu) 2040 | Kế hoạch chống biến đổi khí hậu tháng 2 năm 2021, đẩy nhanh lên 10 năm so với thông báo năm 2020                                                                                                 | Xe xăng, dầu, không chạy điện                                                                              | Xe chính phủ mới phải không phát thải từ 2023, xe chính phủ cũ có phát thải dừng vận hành từ 2035. Xe phi trường phải là xe điện từ 2025. Xe dầu ngừng bán & đăng ký mới từ 2025, xe xăng dầu ngừng bán & đăng ký mới từ 2030. Mọi xe vận hành từ 2030 phải là xe chạy điện, xe hybrid, xe hydro Không sử dụng động cơ đốt trong từ 2040. |
| Slovenia                                | 2031                                                                                                 | Quy định giới hạn phát thải 50 g/km Đã ký Tuyên bố Glasgow | Xe xăng dầu phát thải quá 50 g/km                                                                          | Xe đăng ký mới |
| Tây Ban Nha                             | 2040                                                                                                 | Đã ký Tuyên bố Glasgow | Xe dùng động cơ đốt trong                                                                                  | Chỉ cấm xe bán mới cho tư nhân. Xe cho doanh nghiệp được tiếp tục dùng xăng, dầu and motorcycles |
| Thụy Điển                               | 2030                                                                                                 | Thỏa thuận liên minh | Xe xăng, dầu                                                                                               | Xe bán mới |
| Đài Loan                                | 2040                                                                                                 | Kế hoạch của chính phủ, công bố bởi Bộ Môi trường. | Xe xăng, dầu                                                                                               | Xe chính phủ & xe buýt từ 2030, xe máy từ 2035, mọi xe từ 2040 |
| Thái Lan                                | Có thể 2035                                                                                          | Đề xuất bởi Ủy ban Chính sách Xe Điện Quốc gia, chưa có hiệu lực. | Xe xăng, dầu                                                                                               | Xe bán mới, xe đăng ký mới |
| Thổ Nhĩ Kỳ                              | 2040                                                                                                 | Đã ký Tuyên bố Glasgow và Tuyên bố về xe tải | Xe phát thải                                                                                               | Xe bán mới từ 2040 |
| Ukraina                                 | 2040                                                                                                 | Đã ký Tuyên bố Glasgow | Xe phát thải                                                                                               | Xe bán mới từ 2040 |
| Vương quốc Liên hiệp Anh và Bắc Ireland | 2035, 2040                                                                                           | Kế hoạch của chính phủ | Xe xăng, dầu                                                                                               | Xe không chạy điện & xe hybrid bán mới từ 2035, giới hạn phát thải CO2 cho xe tải và xe buýt từ 2040 |
| Hoa Kỳ                                  | 2035                                                                                                 | Sắc lệnh số 14057 của tổng thống Joe Biden bổ sung xe chính phủ hạng nhẹ mới phải không phát thải từ 2027.                                                                                       | Xe xăng, dầu, không chạy điện                                                                              | Xe chính phủ hạng nhẹ mới từ 2027, mọi xe chính phủ mới từ 2035, xe động cơ đốt trong cũ loại bỏ trong giai đoạn 2035-2040. |
| Uruguay                                 | 2040                                                                                                 | Đã ký Tuyên bố Glasgow | Xe phát thải                                                                                               | Xe bán mới từ 2040 |
| Việt Nam                                | 2040-2050                                                                                            | Chương trình hành động về chuyển đổi năng lượng xanh, giảm phát thải khí carbon và khí metan của Bộ Giao thông Vận tải đã được Chính phủ phê duyệt trong Quyết định số 876/QĐ-TTg ngày 22/7/2022 | Xe phát thải                                                                                               | 100% taxi ở đô thị không phát thải từ 2030. Dừng sản xuất, nhập khẩu xe chạy nhiên liệu hóa thạch từ 2040. Mọi phương tiện giao thông đường bộ sử dụng điện, năng lượng xanh từ 2050 Đảo Phú Quốc chuyển đổi xanh trước năm 2030 |

### Các thành phố và vùng lãnh thổ
| Thành phố / vùng lãnh thổ | Quốc gia    | Năm công bố | Năm hiệu lực | Phạm vi cấm                             | Chi tiết |
| ------------------------- | ----------- | ----------- | ------------ | --------------------------------------- | --- |
| Aachen                    | Đức         | 2018        | 2019         | Xe máy dầu (sau đây viết tắt là xe dầu) | Xe dầu từ 2019, trừ khi cải thiện khí thải. |
| Amsterdam                 | Hà Lan      | 2019        | 2030         | Xe xăng, dầu                            | Xe dầu tiêu chuẩn Euro I–III từ 2020, xe buýt không chạy điện từ 2022, tất cả các xe phát thải từ 2030. |
| Antwerpen                 | Bỉ          | 2016        | 2017–2025    | Xe xăng, dầu, khí thiên nhiên           | Xe dầu tiêu chuẩn Euro I–II và xe xăng tiêu chuẩn Euro 0 tư 2017, Xe dầu Euro III và xe xăng Euro I từ 2020, xe dầu Euro IV vằ xe xăng Euro 2 từ 2026, mọi xe dầu từ 2031 và mọi xe xăng từ 2035 |
| Arnhem                    | Hà Lan      | 2013, 2018  | 2014–2019    | Xe dầu                                  | Xe tải dầu Euro I–III từ 2014), mọi xe dầu Euro I–III từ 2019*. |
| Athens                    | Hy Lạp      | 2016        | 2025         | Xe dầu                                  | Mọi xe |
| Auckland                  | New Zealand | 2017        | 2030         | Xe xăng, dầu                            | Xe buýt phải là điện từ 2025 |
| Lãnh thổ Thủ đô Úc        | Úc          | 2022        | 2035         | Xe nhiên liệu hóa thạch                 | Mọi xe hạng nhẹ dùng nhiên liệu hóa thạch từ 2035, bao gồm xe máy, ô tô con, xe tải nhẹ. Chính sách này là một phần của Chiến lược xe không phát thải của chính quyền vùng lãnh thổ này từ 2022–30. The Strategy also targets 80-90% of new light vehicles sold by 2030 to be zero-emission models. |
| Quần đảo Baleares         | Tây Ban Nha | 2018        | 2025–2035    | Xe xăng, dầu                            | Mọi xe |
| Barcelona                 | Tây Ban Nha | 2017        | 2030         | Xe xăng, dầu                            | Xe buýt phải là điện từ 2025 |
| Berlin                    | Đức         | 2018        | 2019         | Xe dầu                                  | Xe dầu tiêu chuẩn Euro I–V từ 2019. |
| Bonn                      | Đức         | 2018        | 2019         | Xe dầu                                  | Xe dầu cũ từ 2019. |
| Bristol                   | UK          | 2019        | 2021         | Xe dầu                                  | Xe dầu cá nhân, trong trung tâm thành phố, từ 7 am đến 3 pm) |
| British Columbia          | Canada      | 2018        | 2025         | Xe xăng, dầu                            | Mọi xe xăng dầu từ 2040, 10% xe không phát thải từ 2025 |
| Bruxelles                 | Bỉ          | 2018        | 2030–2035    | Xe xăng, dầu                            | Xe dầu Euro 0–I từ 2018, xe dầu Euro II và xe xăng 0–1 từ 2019, xe dầu Euro III từ 2020, xe dầu Euro IV từ 2022, xe dầu Euro V & xe xăng Euro 2 từ 2025, mọi xe dầu từ 2030, mọi xe xăng từ 2035 |
| California                | Hoa Kỳ      | 2020        | 2035         | Xe phát thải dương                      | Mọi xe, xe tải nhẹ |
| Cape Town                 | Nam Phi     | 2017        | 2030         | Xe xăng, dầu                            | Mọi xe; xe buýt phải là điện từ 2025 |
| Köln                      | Đức         | 2018        | 2019         | Xe dầu                                  | Xe dầu cũ từ 2019 |
| Connecticut               | Hoa Kỳ      | 2022        | 2035         | Xe không chạy điện                      | Xe bán mới |
| Copenhagen                | Đan Mạch    | 2017        | 2030         | Xe xăng dầu                             | Mọi xe; xe buýt phải là điện từ 2025 |
| Darmstadt                 | Đức         | 2018        | 2019         | Xe dầu                                  | Xe dầu Euro I–V tại 2 con phố từ 2019. |
| Düsseldorf                | Đức         | 2013        | 2014         | Xe xăng, dầu                            | Xe dầu Euro I–III và xe xăng Euro 0 từ 2014. |
| Eindhoven                 | Hà Lan      | 2020        | 2030         | Xe xăng, dầu                            | Xe tải dầu Euro I–III từ 2007, xe buýt dầu Euro I–III từ 2021, xe tải dầu Euro IV từ 2022, mọi xe dầu Euro IV từ 2025, mọi xe xăng, dầu từ 2030. |
| Essen                     | Đức         | 2018        | 2030         | Xe dầu                                  | Xe dầu cũ. |
| Frankfurt                 | Đức         | 2018        | 2019         | Xe dầu                                  | xe dầu Euro I–V & xe xăng Euro 1–2 từ 2019. |
| Gelsenkirchen             | Đức         | 2018        | 2025         | Xe dầu                                  | Xe dầu cũ. |
| Gent                      | Bỉ          | 2016        | 2020–2028    | Xe xăng, dầu, khí tự nhiên              | Xe dầu Euro I–III & xe xăng/khí tự nhiên Euro I từ 2020*, xe dầu Euro IV & xe xăng/khí tự nhiên Euro II từ 2026*, mọi xe dầu từ 2031, mọi xe xăng từ 2035 |
| Hải Nam                   | Trung Quốc  | 2018        | 2030         | Xe xăng, dầu                            | Mọi xe |
| Hawaii                    | Hoa Kỳ      | 2022        | 2035         | Xe không chạy điện                      | Xe bán mới |
| Hamburg                   | Đức         | 2018        | 2018         | Xe dầu                                  | Xe dầu Euro I–V ở một phố, xe dầu cũ ở một phố khác từ 2020. |
| Heidelberg                | Đức         | 2017        | 2030         | Xe xăng, dầu                            | Mọi xe; xe buýt phải là điện từ 2025 |
| Lausanne                  | Thụy Sĩ     | 2021        | 2030         | Xe đốt nhiên liệu                       | Không phát thải liên quan đến giao thông |
| Lombardia                 | Ý           | 2018        | 2019–2020    | Xe xăng, dầu                            | Xe dầu Euro I–III & xe xăng Euro I từ 1 tháng 4 năm 2019, xe dầu Euro IV từ 1 tháng 10 năm 2020. |
| Luân Đôn                  | UK          | 2017        | 2020–2030    | Xe xăng, dầu                            | Mọi xe; xe buýt phải là điện từ 2025; hai vùng không phát thải vào 2022 |
| Los Angeles               | Hoa Kỳ      | 2017        | 2030         | Xe xăng, dầu                            | Mọi xe; xe buýt phải là điện từ 2025 |
| Madrid                    | Tây Ban Nha | 2016        | 2025         | Xe dầu                                  | Xe dầu Euro I–III & xe xăng Euro I–II từ 2018, Mọi xe từ 2025. |
| Maine                     | Hoa Kỳ      | 2022        | 2030         | Xe không chạy điện                      | Xe bán mới |
| Massachusetts             | Hoa Kỳ      | 2020        | 2035         | Xe xăng, dầu                            | Sẽ có quy định tương đương Chương trình Xe Sạch Tiên tiến của California |
| Mainz                     | Đức         | 2018        | 2019         | Xe xăng, dầu                            | Xe dầu Euro I–III & xe xăng Euro 0 từ 2019. |
| Thành phố México          | México      | 2016        | 2025         | Xe dầu                                  | Mọi xe |
| Milano                    | Ý           | 2017        | 2030         | Xe dầu                                  | Mọi xe; xe buýt phải là điện từ 2025 |
| Moskva                    | Nga         | 2012, 2019  | 2013–2021    | Xe không chạy điện                      | Xe buýt Euro I–IV mua mới từ 2013, mọi xe buýt không chạy điện từ 2021. |
| München                   | Đức         | 2011        | 2012         | Xe xăng, dầu                            | |
| New Jersey                | Hoa Kỳ      | 2023        | 2035         | Xe phát thải dương                      | Xe bán mới |
| New Mexico                | Hoa Kỳ      | 2022        | 2026         | Xe không chạy điện                      | Xe bán mới |
| Tiểu bang New York        | Hoa Kỳ      | 2021        | 2035         | Xe có phát thải                         | Ô tô con, xe tải, xe địa hình, thiết bị |
| Thành phố New York        | Hoa Kỳ      | 2020        | 2040         | Xe không chạy điện                      | Mọi xe mà thành phố New York sở hữu và vận hành |
| Nijmegen                  | Hà Lan      | 2018        | 2021         | Xe dầu                                  | Xe dầu Euro I–III từ 2021. |
| North Carolina            | Hoa Kỳ      | 2022        | 2035         | Xe không chạy điện                      | Xe bán mới. |
| Oregon                    | Hoa Kỳ      | 2021        | 2030         | Mọi xe phát thải                        | Ô tô con chạy xăng từ 2025, xe tải chạy xăng từ 2030 |
| Oslo                      | Na Uy       | 2019        | 2030         | Xe phát thải                            | Trung tâm thành phố không có xe phát thải từ 2024, toàn bộ thành phố không phát thải từ 2030. |
| Oxford                    | UK          | 2017        | 2020–2035    | Xe xăng, dầu                            | Mọi xe (khởi động ở 6 phố vào ban ngày) |
| Paris                     | Pháp        | 2016        | 2025         | Xe dầu                                  | Mọi xe |
| Québec                    | Canada      | 2020        | 2035         | Xe xăng, dầu                            | Xe xăng bán mới từ 2035. |
| Quito                     | Ecuador     | 2017        | 2030         | Xe xăng, dầu                            | Mọi xe; xe buýt phải là điện từ 2025 |
| Rhode Island              | Hoa Kỳ      | 2022        | 2035         | Xe không chạy điện                      | Xe bán mới |
| Roma                      | Ý           | 2018        | 2024         | Xe dầu                                  | Mọi xe ở trung tâm lịch sử |
| Rotterdam                 | Hà Lan      | 2015        | 2016         | Xe dầu                                  | Xe tải dầu Euro I–III từ 2016; các lệnh cấm khác đã bị hủy từ 2019. |
| Seattle                   | Hoa Kỳ      | 2017        | 2030         | Xe xăng, dầu                            | Mọi xe; xe buýt phải là điện từ 2025 |
| Stockholm                 | Thụy Điển   | 2017        | 2020–2022    | Diesel, petrol                          | Xe Euro I–IV từ 2020, xe Euro V trên một phố từ 2022 |
| Stuttgart                 | Đức         | 2018        | 2019–2020    | Xe dầu                                  | Xe dầu Euro I–IV từ 2019, xe dầu Euro V từ 2020. |
| Den Haag                  | Hà Lan      | 2019        | 2030         | Xe xăng, dầu                            | Xe hai bánh dùng động cơ hai kỳ từ 2020, xe dầu Euro I–III từ 2021, mọi xe xăng dầu từ 2030. |
| Utrecht                   | Hà Lan      | 2013, 2020  | 2030         | Xe xăng, dầu                            | Xe dầu sản xuất trước năm 2001 từ 2015, Xe dầu sản xuất trước năm 2004 từ 2021, Xe dầu Euro I–IV từ 2025, mọi xe xăng, dầu từ 2030. |
| Vancouver                 | Canada      | 2017        | 2030         | Xe xăng, dầu                            | Mọi xe; xe buýt phải là điện từ 2025 |
| Vermont                   | Hoa Kỳ      | 2022        | 2035         | Xe không chạy điện                      | Xe bán mới |
| Tiểu bang Washington      | Hoa Kỳ      | 2021        | 2030         | Xe phát thải                            | Xe con bán mới từ 2025, xe tải bản mới từ 2030 |
| Wallonie                  | Bỉ          | 2018        | 2025–2030    | Xe xăng, dầu                            | Xe Euro 0–III từ 2025, xe Euro IV từ 2026, xe dầu Euro V từ 2028, xe dầu Euro VI từ 2030. |
| Wiesbaden                 | Đức         | 2018        | 2019         | Xe xăng, dầu                            | Xe dầu Euro I–III & xe xăng Euro 0 từ 2019. |
| Cần Giờ                   | Việt Nam    | 2024        | 2030         | Xe không chạy điện                      | Toàn bộ cá nhân, hộ gia đình chuyển đổi hết sang xe máy điện từ 2030. |

### Các nhà sản xuất
| Nhà sản xuất                                   | Năm tuyên bố | Năm thực thi                                                  | Phạm vi                                  | Chi tiết |
| ---------------------------------------------- | ------------ | ------------------------------------------------------------- | ---------------------------------------- | --- |
| VinFast                                        | 2022         | 2022                                                          | Xe xăng                                  | Chỉ sản xuất xe thuần điện từ cuối 2022 |
| Volvo                                          | 2017, 2021   | Bỏ thuần xăng từ 2019, thuần điện từ 2030, xe tải van từ 2040 | Xe thuần xăng, dầu; Xe động cơ đốt trong | Chỉ sản xuất xe hybrid (xe hybrid, xe hybrid sạc điện), hoặc xe thuần điện từ 2019; chỉ sản xuất xe thuần điện và bỏ hoàn toàn động cơ đốt trong từ 2030, xe tải van (nếu có sản xuất) sẽ không phát thải từ 2040 |
| Tập đoàn Volkswagen                            | 2018         | 2026                                                          | Xe động cơ đốt trong                     | Sản xuất xe không dùng nền tảng động cơ đốt trong từ 2026 |
| Maserati (thuộc Tập đoàn Stellantis)           | 2022         | 2025                                                          | Xe không thuần điện                      | Mọi mẫu xe đều có phiên bản thuần điện từ 2025 |
| Nissan (thuộc liên doanh Renault - Nissan)     | 2023         | 2030 ở Châu Âu bỏ thuần xăng dầu từ 2028                      | Xe động cơ đốt trong                     | Dừng bán xe động cơ đốt trong ở Châu Âu từ 2030, chỉ dùng động cơ đốt trong cho xe hybrid (e-Power) từ 2028 |
| Mitsubishi (thuộc liên doanh Renault - Nissan) | 2023         | 2035                                                          | Xe động cơ đốt trong                     | Ít nhất 50% xe điện từ 2030, bỏ động cơ đốt trong từ 2035 |
| Jaguar Land Rover                              | 2021         | Jaguar từ 2025, Land Rover từ 2036                            | Xe phát thải, xe không thuần điện        | Jaguar chỉ sản xuất xe thuần điện từ 2025, Jaguar Land Rover sẽ không có xe phát thải từ 2036 |
| Honda                                          | 2021         | 2040                                                          | Xe xăng                                  | Dừng sản xuất xe xăng từ 2040, bao gồm dừng sản xuất xe máy xăng |
| Mercedes-Benz                                  | 2021         | 2025, xe tải van từ 2040                                      | Xe không thuần điện                      | Mọi nền tảng xe mới đều thuần điện từ 2025, xe tải van không phát thải từ 2040 |
| Rolls-Royce                                    | 2021         | 2030                                                          | Xe không thuần điện                      | Chỉ làm xe thuần điện từ 2030 |
| General Motors                                 | 2021         | 2035                                                          | Xe không thuần điện                      | Chỉ làm xe thuần điện từ 2035 |
| Fiat Chrysler Automobiles                      | 2018 2021    | Máy dầu từ 2022 Động cơ đốt trong từ 2025-2030                | Xe máy dầu, xe động cơ đốt trong         | Fiat Chrysler Automobiles ngừng xe máy dầu từ 2022; Fiat bỏ động cơ đốt trong từ 2025-2030 |
| BYD                                            | 2022         | Bỏ thuần xăng dầu từ 2022                                     | Xe động cơ đốt trong                     | Chỉ sản xuất xe thuần điện và xe hybrid sạc điện từ 2022 |
| Ford                                           | 2021         | 2040                                                          | Xe động cơ đốt trong                     | Bỏ động cơ đốt trong từ 2040 |
| Porsche                                        | 2023         | 2030                                                          | Xe phát thải dương                       | Mọi sản phẩm sẽ điện hóa từ cuối thập kỷ 2020; các xe động cơ đốt trong, như 911, sẽ dùng nhiên liệu phát thải ròng bằng không (xăng điện tử, e-fuel)                                                             |
| Tesla                                          |              | 2003                                                          | Xe không chạy điện                       | Chỉ làm xe thuần điện từ khi khởi nghiệp năm 2003 |
| Xiaomi                                         |              | 2024                                                          | Xe không chạy điện                       | Chỉ làm xe thuần điện từ khi tham gia vào sản xuất xe năm 2024 |

## Đường sắt

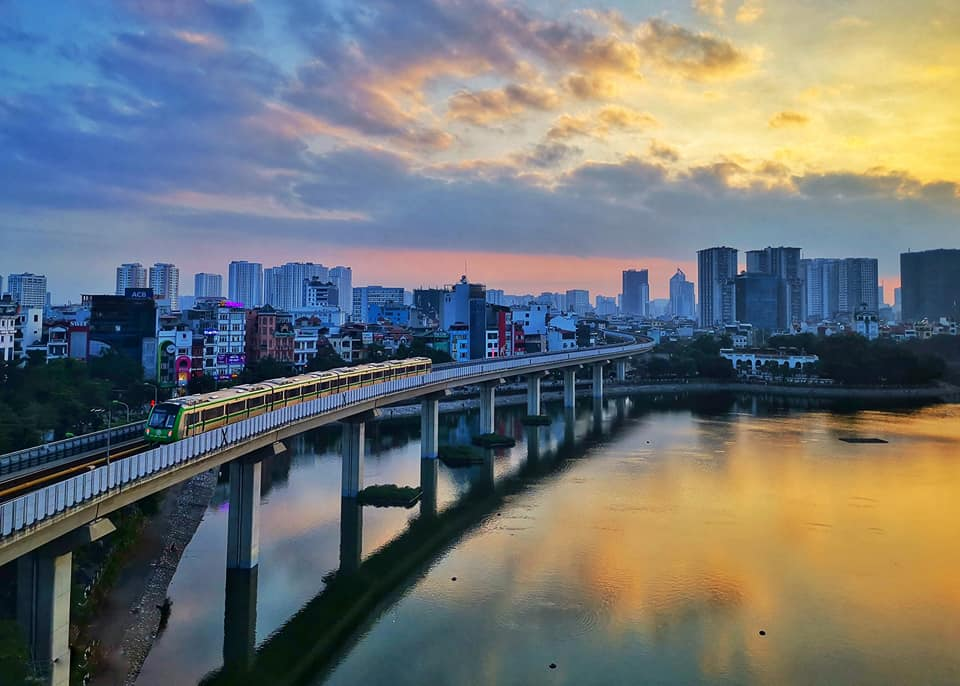
Một đoàn tàu chạy bằng điện thuộc tuyến 2A của đường sắt đô thị Hà Nội, năm 2021

Hoạt động điện hóa đường sắt đã diễn ra vì nhiều lý do không hẳn liên quan đến phát thải khí nhà kính, tuy vậy đầu thế kỷ 21 chứng kiến sự tăng tốc trong việc thay thế các đầu máy diesel bằng BEMU, hoặc đầu máy dùng nhiên liệu hydro, như Alstom Coradia iLint, hoặc đầu máy chạy điện dùng đường cấp điện trên không. Đến nay, Thụy Sĩ đã có toàn bộ đường sắt điện hóa, do khó khăn trong nhập khẩu than cho đầu máy hơi nước trong các cuộc chiến tranh, trong khi đất nước này có nhiều nhà máy thủy điện. Đường sắt Israel đang có kế hoạch điện hóa phần lớn hoặc toàn bộ mạng lưới. Ở California, chương trình Điện hóa Caltrain đã được phê duyệt năm 2016 và sẽ hoàn thành vào 2024.

## Đường biển

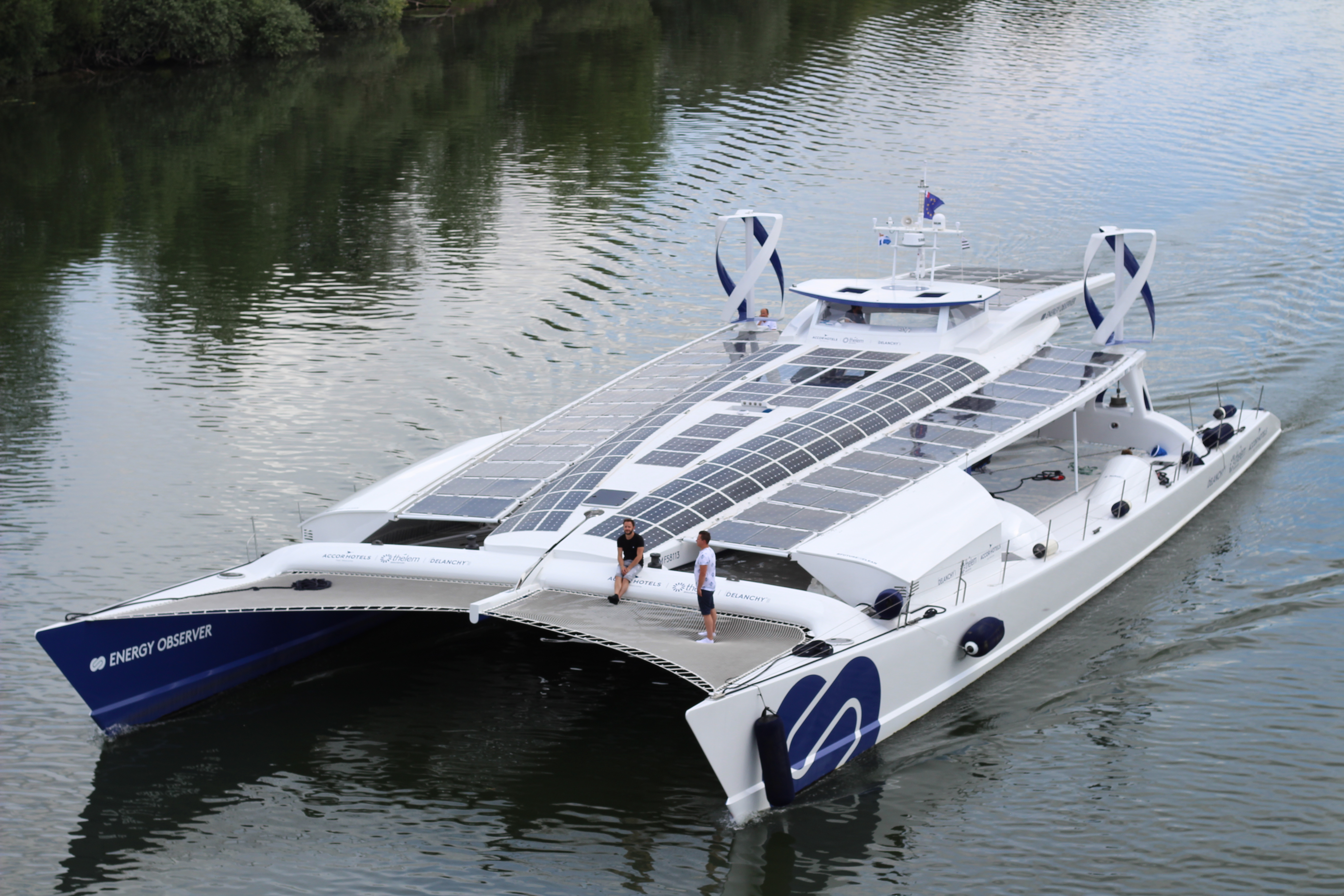
Thuyền năng lượng mặt trời Energy Oberserver, năm 2017

Tại vùng biển di sản thế giới Geirangerfjord và Nærøyfjord ở Na Uy, các tàu bè đi qua không được phép phát thải từ 2026.
Các loại tàu thuyền không phát thải đã được nghiên cứu triển khai gồm loại dùng động cơ điện chạy pin và loại sử dụng động cơ tàu biển hạt nhân. Tàu container sử dụng pin sạc đã được vận hành ở Trung Quốc. Động cơ hạt nhân đã được sử dụng bởi hải quân nhiều nước, trong các tàu ngầm hạt nhân và tàu sân bay hạt nhân. Một số tàu phá băng hạt nhân cho mục đích dân dụng cũng đã được vận hành, như tàu Otto Hahn (Đức) NS Savannah (Hoa Kỳ), RV Mirai (Nhật Bản), tuy nhiên hiện nay  chỉ còn tàu Sevmorput của Nga, chế tạo bởi Liên Xô vào những năm 1980, đang hoạt động cho mục đích phi quốc phòng. Liên Xô, và nay là Nga, cũng có một hạm đội tàu phá băng hạt nhân cho mục đích quốc phòng, hoạt động để duy trì thông thuyền cho Tuyến Biển Bắc.
Thuyền buồm và thuyền mái chèo sử dụng nguồn năng lượng gió hoặc năng lượng sức người đã bị loại bỏ qua dòng phát triển của lịch sử, do tốc độ chậm và tốn nhân lực. Tuy nhiên, cũng có một số thử nghiệm phát triển các loại tàu thuyền năng lượng gió mới. Các du thuyền hoạt động bằng năng lượng mặt trời và nhiên liệu hydro cũng đã được thử nghiệm.

## Đường không

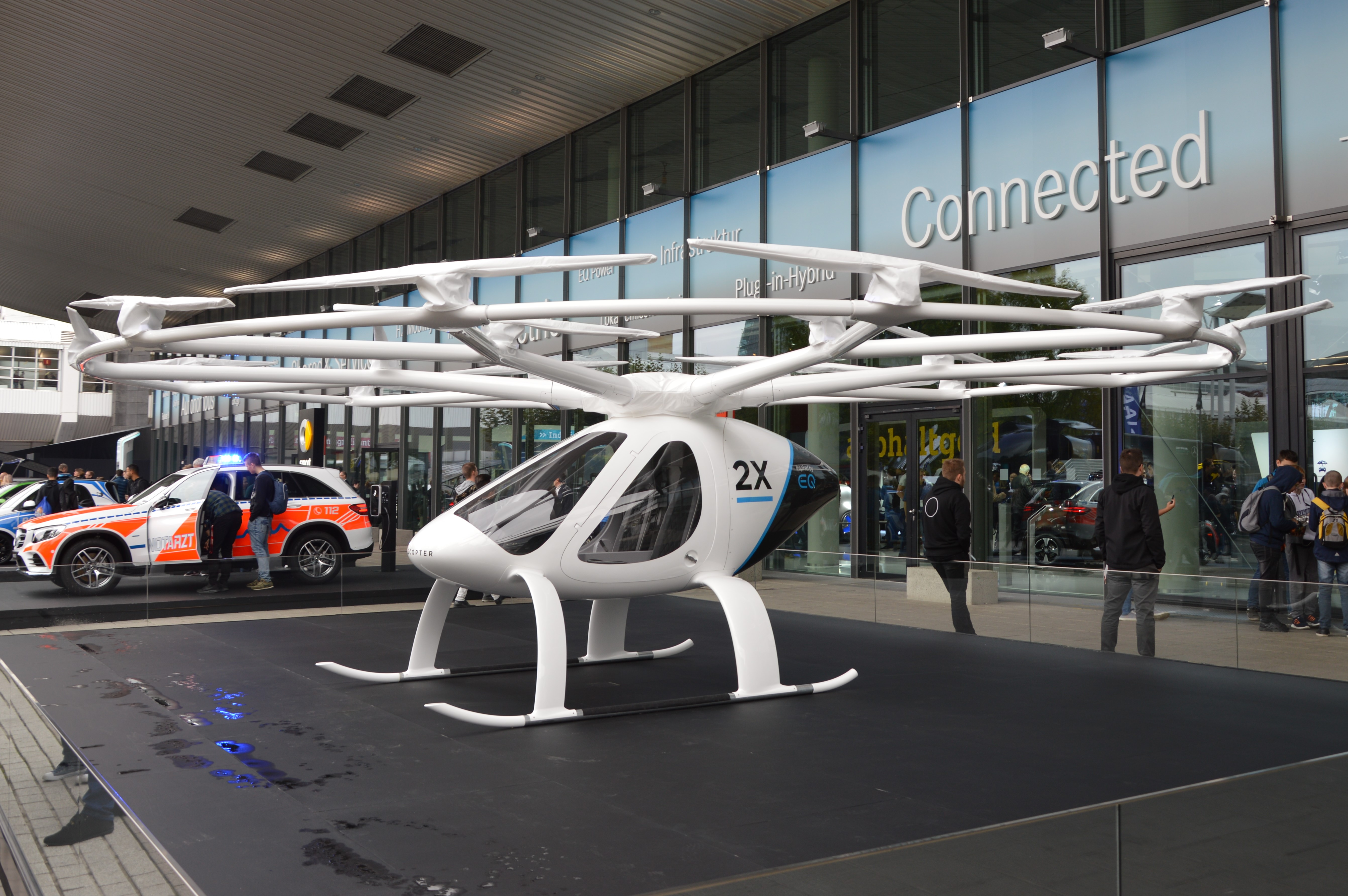
Máy bay điện Volocopter 2X sử dụng pin Li-ion, năm 2017

Na Uy, và có thể các quốc gia Scandinavia khác, đang lên mục tiêu các chuyến bay nội địa không phát thải từ 2040.
Một trở ngại cho việc giảm phát thải ngành hàng không nằm ở mật độ năng lượng của công nghệ pin. Do đó, bên cạnh việc phát triển máy bay điện, cũng có đầu tư vào nhiên liệu hàng không bền vững, hoặc nhiên liệu điện tử (e-fuel) được sản xuất bằng quá trình điện hóa để tổng hợp nước và carbon dioxide thành hydrocarbon, thay thế nhiêu liệu hóa thạch.
Năm 2021, nhà máy e-fuel cho hàng không đã được vận hành ở Đức. Công suất sẽ đạt 8 thùng mỗi ngày vào 2022. Lufthansa sẽ là khách hàng chính của nhà máy này. Chiến lược phát thải ròng bằng không cho ngành hàng không Đức phụ thuộc nhiều vào e-fuel. Sản lượng e-fuel hiện nay còn nhỏ, và cần được nhanh chóng mở rộng; giá thành e-fuel còn cao, và hiện chưa có chính sách giá carbon hiệu quả cho ngành hàng không. Quy định hiện tại của CORSIA chỉ yêu cầu nhiên liệu hàng không bền vững phát thải không quá 90% so với nhiên liệu hóa thạch, khiến cho mục tiêu trung hòa carbon còn xa vời.
Đã có thử nghiệm máy bay hạt nhân trong Chiến tranh Lạnh, nhưng chưa có kết quả. Hiện nay, các chuyến bay ngắn có thể vận hành bằng máy bay điện, và nhiều nhà sản xuất đang nhắm đến thị trường taxi bay. Heart Aerospace đang lên kế hoạch cung cấp máy bay điện cho United Airlines vào năm 2026.

## Xử lý phương tiện cũ
Đã xuất hiện thị trường buôn xe xăng dầu cũ từ Tây Âu sang Đông Âu, các nước Kavkaz, Trung Á và Châu Phi. Theo UNECE, tổng số phương tiện giao thông đường bộ sẽ tăng từ 1,2 tỷ năm 2020 lên 2,5 tỷ năm 2050, trong đó đa phần xe mua mới ở các nước phát triển. Số phương tiện ở các nước đang phát triển sẽ tăng khoảng 4 đến 5 lần từ 2020 đến 2050, đa phần sẽ là xe cũ được mua lại. Hiện chưa có thỏa thuận quốc tế hoặc khu vực nào điều tiết dòng xe cũ này. Riêng xe điện 2 bánh có thể được tiêu thụ mới ở các nước đang phát triển, nhờ giá rẻ.
Các xe động cơ đốt trong cũ không còn thỏa mãn quy định phát thải của các nước phát triển sẽ được xuất sang các nước đang phát triển, những nơi yêu cầu phát thải nới lỏng hơn. Tại một số nước đang phát triển, như Uganda, tuổi đời của xe nhập khẩu đã đang là 16,5 năm, và chúng sẽ còn được sử dụng tiếp khoảng 20 năm nữa. Hiệu suất nhiên liệu của những xe đó sẽ ngày càng kém khi chúng ngày càng trở nên cũ.

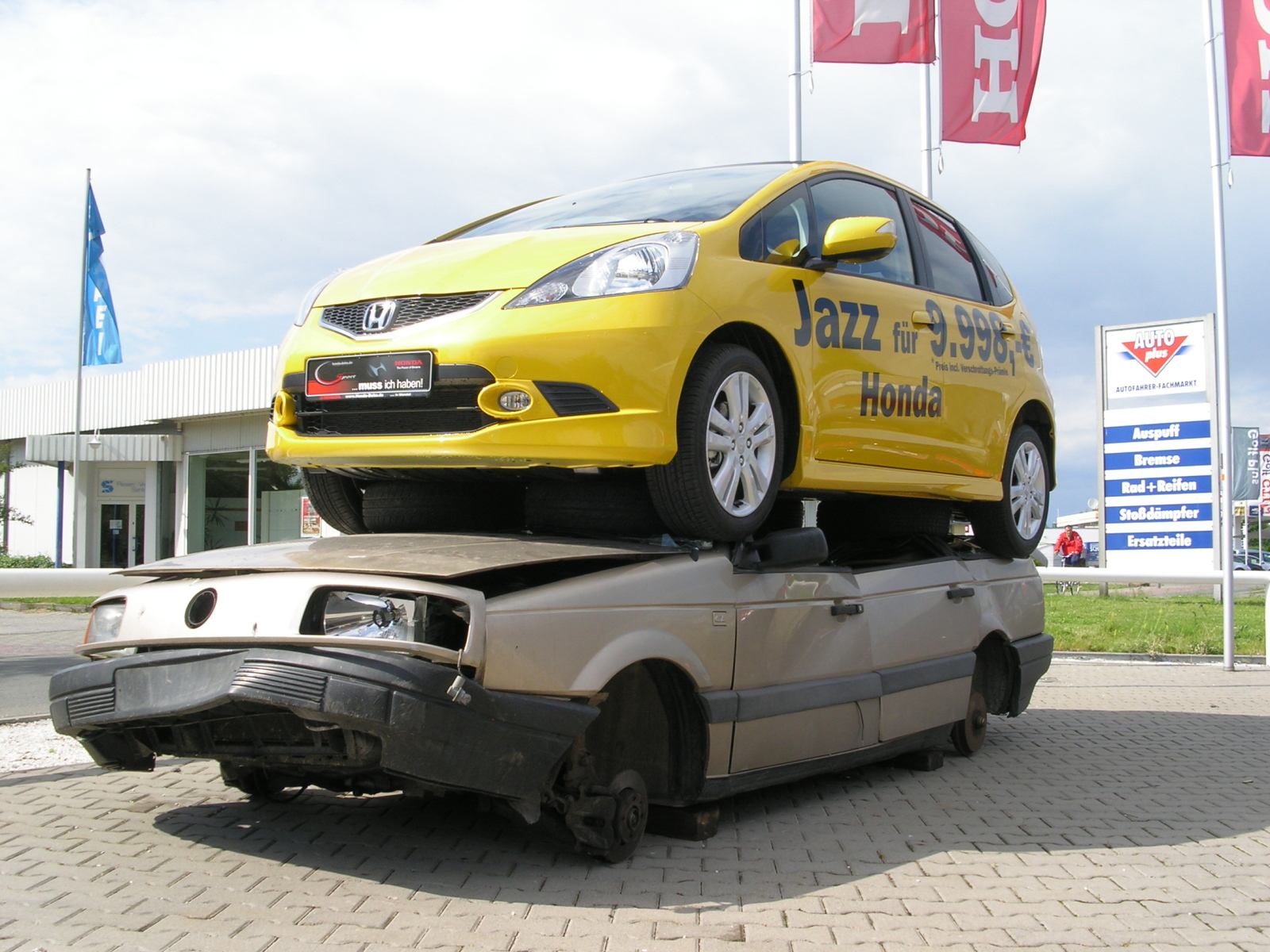
Xe Honda Jazz mới có hiệu suất nhiên liệu tốt hơn, đặt nằm trên một xe VW Passat cũ, để quảng bá cho chương trình tiêu hủy ở Đức năm 2009, trong đó trợ cấp cho tiêu hủy xe cũ phát thải nhiều, lên đến gần 10000 €

Một số giải pháp đã được đề xuất để giảm phát thải của lượng xe cũ:
- Cấm xuất khẩu: Có đề xuất rằng Liên minh Châu Âu có thể quy định không cho xe phát thải cao rời EU.[196] EU có thể sẽ xem xét lại các quy định quản lý việc vận chuyển và xuất khẩu rác thải, bao gồm xe cũ.[203]
- Cấm nhập khẩu: Có đề xuất ở nhiều quốc gia, bao gồm quốc gia đang phát triển, về việc cấm nhập khẩu xe cũ quá một ngưỡng tuổi thọ, tăng thuế hoặc phí đăng kiểm, tăng điều kiện đăng kiểm với xe cũ nhập khẩu.[204]
- Chuyển đổi xe cũ sang xe điện: Nhiều nhà sưu tập xe cổ đang có xu hướng chuyển đổi chúng sang sử dụng động cơ điện.[205]
- Quy định tái chế: Ủy ban Châu Âu đang xem xét kế hoạch bắt buộc tái chế ít nhất là một số thành phần của xe cũ, như vật liệu, pin.[206] EU đã công bố Kế hoạch Hành động Kinh tế Tuần hoàn vào tháng 3 năm 2020,[207] có nhắc đến việc xem xét lại Chỉ thị về Xe hết hạn để kích thích phát triển kinh tế tuần hoàn.[208]
- Chương trình tiêu hủy: các chính phủ có thể cung cấp các khoản trợ cấp, hoặc tín dụng, cho các chủ xe tự nguyện tiêu hủy xe động cơ đốt trong cũ và chuyển đổi sang xe mới sạch hơn. Ví dụ, thành phố Gent tặng 1000 € cho mỗi xe dầu tiêu hủy và 750 € cho mỗi xe xăng tiêu hủy; và đến tháng 12 năm 2019, đã có quỹ 1,2 tỷ € cho việc này.[114]